# テロネマ門
テロネマ門(Telonemia)は、単細胞性の微小な原生生物の門である。SARスーパーグループの姉妹群を形成しており、合わせてTSARスーパーグループとも呼ばれる。過去においては、クロムアルベオラータのうち、独立栄養性から従属栄養性への変換の中間段階に位置する生物として注目された。ただし、現在ではクロムアルベオラータという分類は使用されていない。また、テロネマ門は中心粒太陽虫、クリプト藻やハプト藻とともにハクロビアという分類も提唱されたが、その単系統性には疑問が持たれている。
これまでは主に海洋環境で研究されてきたが、淡水中でも見られる。

## 種
公式には2種のみが記載されているが、海水から集められたDNA配列からは、未記載の種がかなり多くあることが示唆されている。
- Telonema antarctica Thomsen 1992
- Telonema subtile Griessmann 1913 [9]